# Der (città antica)

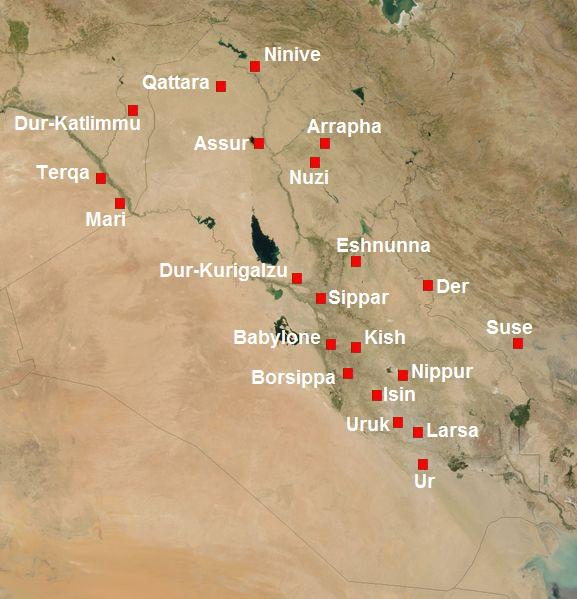
La Mesopotamia nel II millennio a.C.

Der (in sumero : ALU Di-e-ir) era una città-stato corrispondente al moderno sito di Tell-Hagar, vicino a Badra nel governatorato di Wasit, in Iraq. La città era situata sulla sponda orientale del Tigri, al confine tra Sumer ed Elam. Il suo antico nome potrebbe essere stato Durum.

## Storia
Il sito di Der fu occupato dalle prime dinastie arcaiche al periodo neo-assiro (ca. 911-612 a.C.).  La divinità locale era chiamata Ishtaran, rappresentata sulla terra dal suo ministro, il dio serpente Nirah.
Nel III millennio a.C., mentre regnava Shulgi della Terza Dinastia di Ur, Der si trova menzionata due volte: l'undicesimo anno del regno di Shulgi fu chiamato l'anno in cui Ishtaran di Der fu condotto al suo tempio e il suo ventunesimo anno fu chiamato l'anno in cui Der fu distrutta. Nel II millennio a.C. In una tavoletta scoperta a Mari datante del II millennio a.C. e inviata da Yarim-Lim, re di Yamkhad, viene ricordato l'aiuto militare concesso per quindici anni a Yasub-Yayad, re di Der, e la guerra a lui dichiarata in seguito.
Rim-Sin, re di Larsa, dichiara di aver distrutto Der nel ventesimo anno del suo regno, ossia verso il 1737 a.C. Ammi-ditana, re di Babilonia, fa scrivere di aver distrutto le mura di Der nel trentasettesimo anno del suo regno, ossia nel 1646 a.C.
Nel 720 a.C., re Sargon II d' Assiria, in guerra con Elam, fu sconfitto vicino a Der dagli eserciti alleati di Humban-Nikash I di Elam e di Merodach-Baladan II di Babilonia.

## Archeologia
Il sito di Der non è mai stato scavato. Tuttavia, gli oggetti rinvenuti nella zona, tra cui un kudurru ritrovato a Sippar, attestano il nome e l'ubicazione della città. Il sito stesso è stato notevolmente danneggiato dalle inondazioni nel corso degli anni e non si considera che valga la pena scavarlo.